# Pudrett

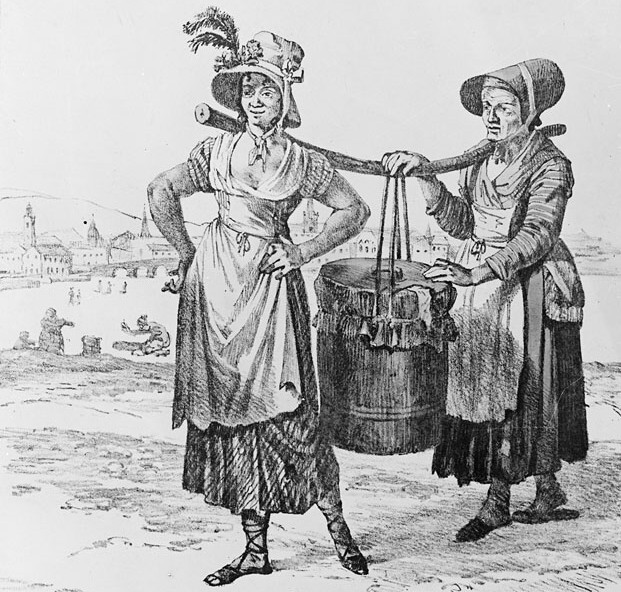
Latrinbärerskor, s.k. ”pudrettdamer” eller ”skitbärarkärringar”, 1820-tal.

Pudrett är ett gödselmedel berett av mänsklig avföring (latrin). Namnet kommer från franskans poudre som betyder stoft.

## Historik
Till en början tillverkades pudrett genom intorkning och malning till pulver, kallad parispudrett eftersom den uppfanns i Paris. Denna metod var dock besvärlig och förenad med kväveförlust i form av ammoniak och fick ingen större spridning.
Tillverkning i stor skala började i mitten av 1800-talet runt om i Europa. Exkrementerna blandades med osläckt kalk, torvmull, sågspån, aska, köksavfall och djurspillning. Produkten såldes till handelsträdgårdar och jordbrukare. När vattenklosetterna allt eftersom infördes minskade i samma takt pudrettframställningen.
En av fabrikerna på 1860-talet tillhörde Herman Haeffner i Karlskrona. En annan producent av pudrett var Lövsta sopstation utanför Stockholm. I Göteborg låg Göteborgs Pudrettberednings Aktiebolag vid Gullbergsvass och härifrån uppkom det så kallade "Göteborgssystemet", med en räls under avträdena där långa träkistor som samlade upp latrinet kunde dras fram och tillbaks för att underlätta tömningen. Fabriken i Göteborg kom att bli landets första storskaliga pudrettberedningsanläggning.